# アイ・アム・サム (サウンドトラック)
『アイ・アム・サム』 (I am Sam) は、2002年に発表されたアルバム。アメリカ映画『アイ・アム・サム』（2001年12月公開）のサウンドトラック・アルバムで、様々なアーティストによるビートルズのカヴァーを収録している。

## 解説
映画を監督したジェシー・ネルソンは当初、ビートルズの楽曲そのものを使おうとしたが、そのために必要な手続きがスケジュールの期限内では間に合わないと判断、そこで多数のアーティストによるカバーという形を取ることにして、V2レコードに連絡を取り、このサウンドトラックを完成させた。映像は、ビートルズのオリジナル・バージョンに合わせて作られたため、カバーする際にはテンポや演奏時間を変えないことを求められたという。
ザ・ウォールフラワーズによる「君はいずこへ」では、ジャクソン・ブラウンがコーラスでゲスト参加した。また、シェリル・クロウによる「マザー・ネイチャーズ・サン」では、マーク・リボーがアコースティック・ギターとバンジョーを担当した。ルーファス・ウェインライトによる「アクロス・ザ・ユニバース」は、ウェインライト自身のアルバム『Poses』（2001年）が翌2002年に再発された際に、アメリカ盤ボーナス・トラックとしてリミックス・バージョンが追加収録された。サラ・マクラクランによる「ブラックバード」は、マクラクランのライヴ・アルバム『Afterglow Live』のDVDにライヴ・バージョンが収録されている。
アメリカ盤に収録された17曲のうち「アイム・オンリー・スリーピング」「ドント・レット・ミー・ダウン」「ジュリア」「恋を抱きしめよう」「ヘルプ!」「ひとりぼっちのあいつ」「レボリューション」「レット・イット・ビー」は、映画の劇中では使用されていない。
本作は、アメリカでは発売から7週間後の2002年2月26日にゴールドディスクに達し、オーストラリアでは通算27週にわたってトップ50入りするロング・セラーとなった。エディ・ヴェダーによる「悲しみはぶっとばせ」のカバーは、『ビルボード』誌のアダルト・トップ40で28位、モダン・ロック・チャートで30位、メインストリーム・ロック・チャートで40位に達した。ネルソン監督によれば、ヴェダーはレコーディング・スタジオで、実際に映画のシーンを見ながらギターの弾き語りをしていたという。

## 評価
本作は、グラミー賞の最優秀コンピレーション・サウンドトラック・アルバム部門にノミネートされた。
2010年に、アメリカのデジタル音楽誌『ペースト』が選出した「The 50 Best Beatles Covers of All Time」では、ルーファス・ウェインライトの「アクロス・ザ・ユニバース」が2位、エイミー・マンとマイケル・ペンの「トゥ・オブ・アス」が8位、ベン・フォールズの「ゴールデン・スランバー」が19位、エディ・ヴェダーの「悲しみはぶっとばせ」が29位、ベン・ハーパーによる「ストロベリー・フィールズ・フォーエバー」が42位と、5曲がランクインを果たした

## 収録曲
1. トゥ・オブ・アス - Two of Us（エイミー・マン & マイケル・ペン） - 3:00
2. ブラックバード - Blackbird（サラ・マクラクラン） - 2:21
3. アクロス・ザ・ユニバース - Across the Universe（ルーファス・ウェインライト） - 4:08
4. 君はいずこへ - I'm Looking Through You（ザ・ウォールフラワーズ） - 2:39
5. 悲しみはぶっとばせ - You've Got to Hide Your Love Away（エディ・ヴェダー） - 2:09
6. ストロベリー・フィールズ・フォーエバー - Strawberry Fields Forever（ベン・ハーパー） - 4:26
7. マザー・ネイチャーズ・サン - Mother Nature's Son（シェリル・クロウ） - 2:42
8. ゴールデン・スランバー - Golden Slumbers（ベン・フォールズ） - 1:41
9. アイム・オンリー・スリーピング - I'm Only Sleeping（ザ・ヴァインズ） - 3:05
10. ドント・レット・ミー・ダウン - Don't Let Me Down（ステレオフォニックス） - 4:09
11. ルーシー・イン・ザ・スカイ・ウィズ・ダイアモンズ - Lucy in the Sky with Diamonds（ブラック・クロウズ） - 3:49
12. ジュリア -  Julia（チョコレート・ジーニアス） - 4:35
13. 恋を抱きしめよう - We Can Work It Out（ヘザー・ノヴァ） - 2:15
14. ヘルプ - Help!（ハウイ・デイ） - 3:33
15. ひとりぼっちのあいつ - Nowhere Man（ポール・ウェスターバーグ） - 3:29
16. レボリューション - Revolution（グランダディ） - 3:02
17. レット・イット・ビー - Let It Be（ニック・ケイヴ） - 3:30

### 日本盤ボーナス・トラック
1. ルーシー・イン・ザ・スカイ・ウィズ・ダイアモンズ - Lucy in the Sky with Diamonds（エイミー・マン） - 3:41
2. トゥ・オブ・アス - Two of Us（ニール・フィン/リアム・フィン） - 3:16
3. 恋をするなら - If I Needed Someone（ティカ） - 2:52

### ヨーロッパ盤ボーナス・トラック
1. ルーシー・イン・ザ・スカイ・ウィズ・ダイアモンズ - Lucy in the Sky with Diamonds（エイミー・マン）
2. トゥ・オブ・アス - Two of Us（ニール・フィン/リアム・フィン）
3. ヒア・カムズ・ザ・サン - Here Comes the Sun（ニック・ケイヴ）

## 他作品での使用例
アメリカのテレビドラマ『エバーウッド 遥かなるコロラド』シーズン1の第6話「最後の砦」（2002年10月21日放映）において、ベン・フォールズによる「ゴールデン・スランバー」が使用された。

## 類似例
- 以下の一覧は、ビートルズの楽曲カバーだけで映画のサウンドトラックを制作した例である。

| 年   | 邦題                                                     | 原題                                  | 映画                                                     |
| ---- | -------------------------------------------------------- | ------------------------------------- | -------------------------------------------------------- |
| 1978 | サージェント・ペパーズ・ロンリー・ハーツ・クラブ・バンド | Sgt. Pepper's Lonely Hearts Club Band | サージェント・ペパーズ・ロンリー・ハーツ・クラブ・バンド |
| 2002 | アイ・アム・サム                                         | I Am Sam                              | アイ・アム・サム                                         |
| 2007 | アクロス・ザ・ユニバース                                 | Across the Universe                   | アクロス・ザ・ユニバース                                 |